# Dàscil
Segons la mitologia grega, Dàscil en grec antic Δάσκυλος) va ser un heroi, fill de Licos, rei dels mariandins, que habitaven al nord-est del Regne de Bitínia.
Quan els argonautes van arribar al seu territori, Licos els va donar el seu fill perquè els acompanyés fins a les riberes del Termodont en agraïment a Pòl·lux per derrotar Àmic.